# Bagdad (Arizona)
Bagdad és una concentració de població designada pel cens dels Estats Units a l'estat d'Arizona. Segons el cens del 2000 tenia 1.578 habitants.

## Demografia
Segons el cens del 2000, Bagdad tenia 1.578 habitants, 568 habitatges, i 448 famílies La densitat de població era de 77,3 habitants/km².
Dels 568 habitatges en un 42,8% hi vivien nens de menys de 18 anys, en un 65,5% hi vivien parelles casades, en un 7,2% dones solteres, i en un 21% no eren unitats familiars. En el 18% dels habitatges hi vivien persones soles l'1,1% de les quals corresponia a persones de 65 anys o més que vivien soles. El nombre mitjà de persones vivint en cada habitatge era de 2,78 i el nombre mitjà de persones que vivien en cada família era de 3,15.
Per edats la població es repartia de la següent manera: un 31,8% tenia menys de 18 anys, un 8,9% entre 18 i 24, un 30,6% entre 25 i 44, un 24,8% de 45 a 60 i un 3,9% 65 anys o més.
L'edat mediana era de 32 anys. Per cada 100 dones de 18 o més anys hi havia 110,6 homes.
La renda mediana per habitatge era de 42.096 $ i la renda mediana per família de 43.203 $. Els homes tenien una renda mediana de 39.347 $ mentre que les dones 21.908 $. La renda per capita de la població era de 15.901 $. Aproximadament el 3% de les famílies i el 2,9% de la població estaven per davall del llindar de pobresa.

## Poblacions més properes
El següent diagrama mostra les poblacions més properes.